# بخش مرکزی شهرستان فراشبند
بخش مرکزی شهرستان فراشبند یکی از بخش‌های شهرستان فراشبند در استان فارس ایران است.

## تقسیمات کشوری
- بخش مرکزی شهرستان فراشبند
  - دهستان آویز
  - دهستان نوجین

شهرها: فراشبند

## جمعیت
بنابر سرشماری مرکز آمار ایران، جمعیت بخش مرکزی شهرستان فراشبند در سال ۱۳۹۵ برابر با ۳۵٬۵۷۶ نفر بوده‌است.